# Jacques Mortane
Ne doit pas être confondu avec Jacques Morlane.
Jacques Mortane (1883-1939), de son vrai nom Joseph Jacques Philippe Romanet, est un écrivain et journaliste français, spécialiste de l'aviation. Mortane est l'anagramme de Romanet.

## Biographie
D'abord professeur d'histoire, il devient journaliste sportif dès 1908 et écrit notamment dans La Vie au grand air, puis il se passionne pour l'aviation naissante, devient vite l'intime des plus grands et se spécialise dans le journalisme d'aviation pendant la Première Guerre mondiale. Il publie ses articles concernant l'aviation militaire française dans de nombreux journaux, dont Le Matin, L'Illustration, Le Journal et La Revue de Paris. En novembre 1916, après avoir publié ses articles dans la revue J'ai vu, il fonde son propre hebdomadaire : La Guerre aérienne illustrée qui prendra le nom de La Vie aérienne début 1919.
Il épouse Simone Leclercq le 20 septembre 1921 à Ambleteuse (Pas-de-Calais), avec pour témoin René Fonck, pilote vedette de la guerre dont il est devenu un intime.
Confident de plusieurs As, dont Georges Guynemer, Charles Nungesser ou René Dorme, il n'en oublie pas pour autant les bombardiers et les observateurs qu'il s'efforce de sortir de l'ombre. Il a publié de nombreux ouvrages dédiés aux As de l'aviation, et a ainsi contribué à la légende qui les entoure. Décoré de la Légion d'honneur, enseignant à l'École nationale supérieure d'aéronautique, il meurt en juillet 1939.

## Œuvre

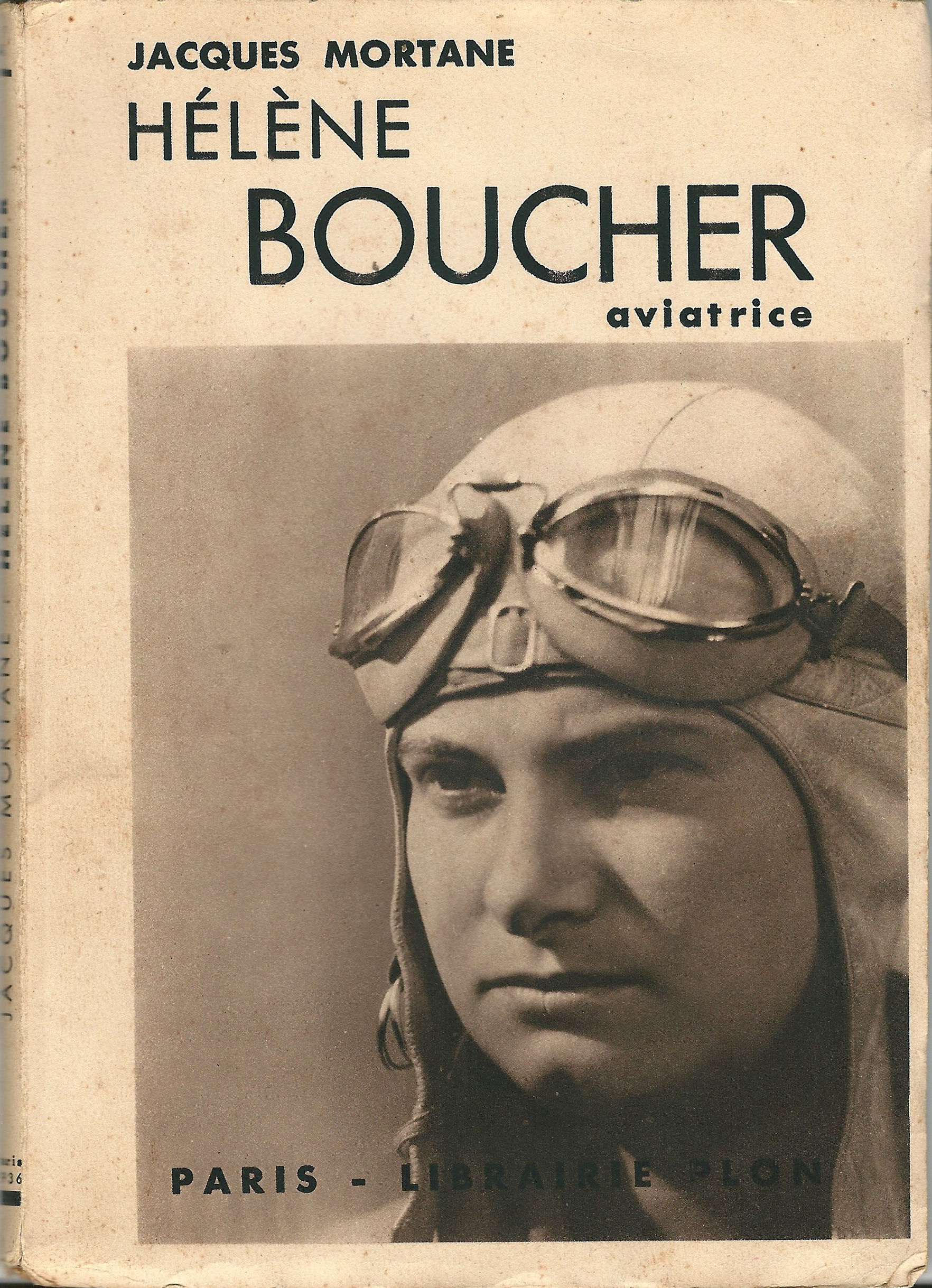

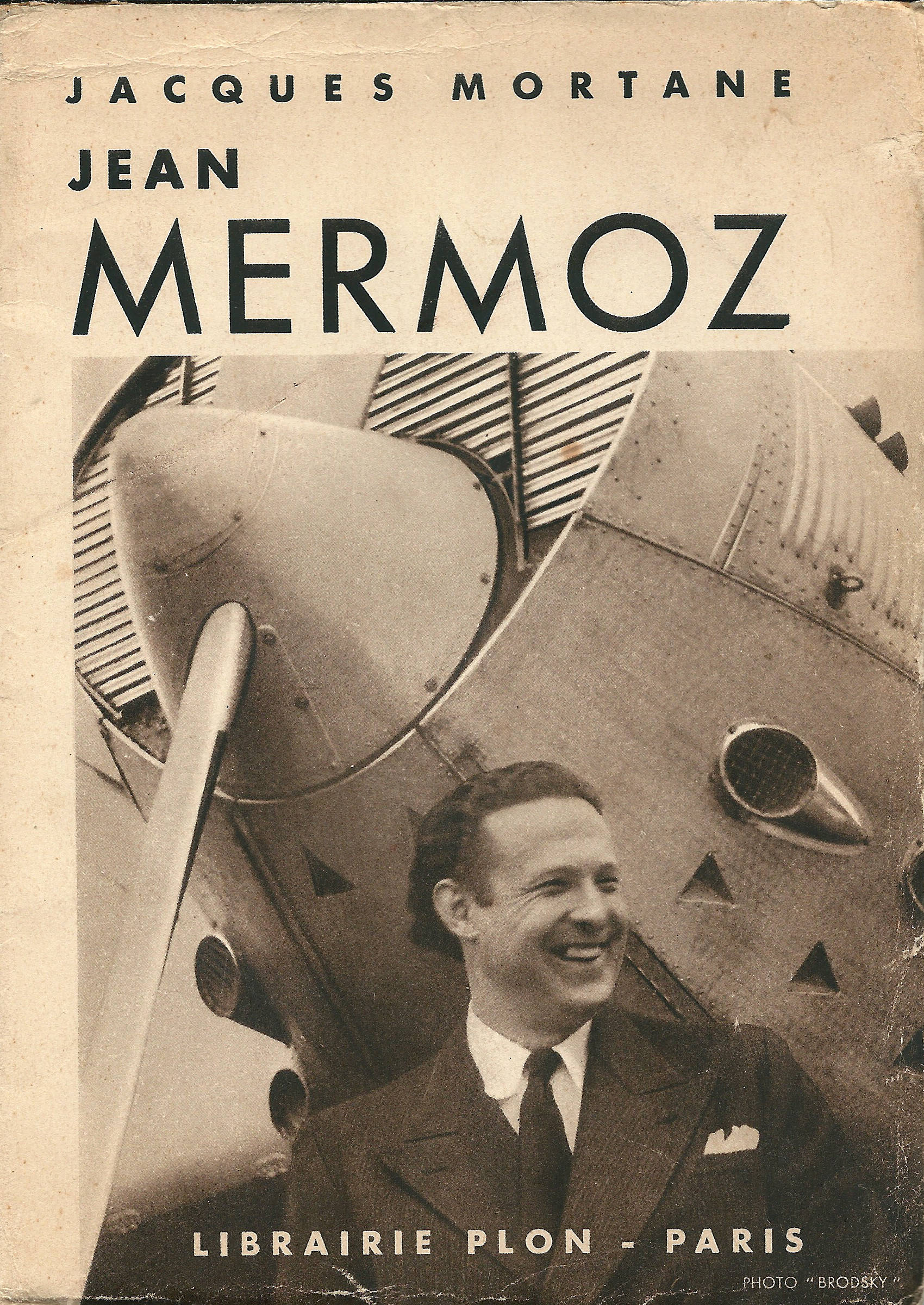

- Les Vols émouvants de la guerre, Pierre Lafitte, 1917
- Chasseurs de Boches, l'Édition française illustrée, 1917
- Les As peints par eux-mêmes, Lemerre, 1917
- La Guerre des nues racontée par ses morts, avec Jean Daçay, préface de René Fonck, l'Édition française illustrée, 1918
- Les Mystères de la guerre aérienne: les missions spéciales, l'Édition française illustrée, 1919
- L' As des As au combat: Guynemer, Paris, l'Édition française illustrée, 1919
- Roland Garros Virtuose de l'Aviation, l'Édition française illustrée, 1919
- Mémoires de René Dorme, avec Jean Daçay, Paris, l'Édition française illustrée, 1919
- La Guerre aérienne illustrée (1916-1919), en quatre volumes et 96 fascicules reliés, l'Édition française illustrée 1919
- Histoire de la guerre aérienne (1914-1918), en deux tomes, l'Édition française illustrée, 1920.
- La Vie des hommes illustres de l'aviation, depuis les origines jusqu'au 3 août 1914, Éditions Roche d'Estrez, 1926
- Pelletier-Doisy sa vie - ses raids, Bernardin-Béchet, 1927
- La Chevauchée des mers. Blériot - Garros – Lindbergh, Paul Duval 1927
- Évasions d'aviateurs 1914-1918, Baudinière, 1928
- Sous les tilleuls. La nouvelle Allemagne. (Avant-propos de M. Aristide Briand), Baudinière, 1928
- Missions spéciales, Baudiniere, 1929
- À travers les filets de l'ennemi, Baudinière, 1929
- Navarre Sentinelle de Verdun, Baudinière, 1930
- Les Héros de l'air, Delagrave, 1930
- Traqués par l’ennemi, Baudinière, 1931
- Leur dernier vol, Baudinière, 1931
- Au poteau ! Histoires vécues, Baudinière, 1932
- Flèche d'amour, Editions du Siècle, 1932
- Les Sentinelles de l'air, Baudinière, 1932
- Carré d'As, Guynemer - Nungesser - Madon – Dorme, Baudinière, 1934
- Au péril de l’air, Baudiniere, 1935
- Les As nous parlent, Baudinière, 1936
- La Belle Vie des pilotes de ligne, Mame, 1936

Prix Sobrier-Arnould de l’Académie française 1937
- Les Grands Raids d'avions, illustré par Géo Ham, Mame, 1936
- Hélène Boucher, Aviatrice, Plon, 1936
- À travers les filets de l’ennemi, Baudinière, 1937
- Deux grands chevaliers de l'aventure, Marc Pourpe et Raoul Lufbery, Baudinière, 1937
- Jean Mermoz, Plon, 1937
- Les Ailes à la conquête des mers, Baudinière, 1937
- Les Dirigeables tragiques, Baudinière, 1938
- Tragédie chez les Druses, Baudinière, 1938
- Deux archanges de l'air : Georges Guynemer, Jean Mermoz, Baudinière
- Roland Garros génie du geste et de la pensée, Baudiniere, 1938
- Sadi Lecointe, Baudinière, 1939
- Louis Blériot, héros de la Manche, Baudiniere, 1939
- L'Aviation à tire-d'aile, Mame, 1940
- La Conquête de l'air, J. Dupuis, 19??
- Les Civiles héroïques, Baudinière, 1935

## Distinctions
- Chevalier de la Légion d'honneur